# Система показателей ZVEI
Система показателей ZVEI (нем. ZVEI-Kennzahlensystem) — логико–дедуктивная система показателей, используемая для планирования, анализа во временном аспекте и для сравнения разных предприятий с выявлением потенциалов роста, разработанная в 1970 году в Германии Центральным союзом электротехнической промышленности (ZVEI). Система показателей используется также для определения эффективности деятельности предприятия, инструмент контроллинга, аналитической оценки операций, определения эффективности компании.

## Определение
Согласно определению ряда экономистов система показателей ZVEI — это логико-дедуктивная система показателей, используемая для планирования, анализа во временном аспекте и для сравнения разных предприятий с выявлением потенциалов роста.

## История
Система показателей ZVEI была разработана в Германии Центральным союзом электротехнической промышленности (ZVEI) в 1970 году, на основе модели Дюпон и включает в себя 210 показателей (88 основных и 122 вспомогательных показателей).

## Расчёт показателей
Основными источниками для системы показателей являются Бухгалтерский баланс и Отчёт о прибылях и убытках.
Система ZVEI состоит из двух блоков: 
- «анализа роста», который состоит из показателей успеха, выраженные в абсолютных величинах, определяет развитие к предыдущим периодам (объём продаж, доходность, капитальные вложения, затраты на персонал);
- «структурного анализа», который состоит из показателей результативности (рентабельность собственного капитала) и риска, разбитых на четыре отдельных групп (рентабельность продаж,  рентабельность инвестиций, коэффициент автономии, капитальные вложения).